# 大西军经营云南
大西军经营云南开始于1647年（清世祖顺治四年）三月，大西军为入据云南，与阿迷州（今云南开远）土司沙定洲之作战。
顺治二年（1645年）十一月，云南阿迷州土司沙定洲起事，十二月初一日率兵入昆明，连续攻陷大理、蒙化（今巍山彝族回族自治县），传檄州县，整个云南震动。世居云南的明朝黔国公沐天波逃往楚雄。沙定洲西追沐天波，分巡金沧（金沙江、澜沧江流域），明朝副使杨畏知在楚雄清野，征邻境援兵，阻挡沙定洲。沙定洲攻楚雄不下，于是重重围困。顺治四年（1647年）三月，在贵州活动的大西军将领孙可望、李定国得知后，兼程到达云南，沙定洲只好在楚雄解围退兵，在草泥关（今云南路南东南）被孙可望击败，逃回阿迷州。大西军连破晋宁、交水（今沾益），进入云南府城（今昆明市）。李定国攻破晋宁、师宗、通海、河西，在临安（今建水）力战沙定洲部将李珂楚，东部都被平定。孙可望与刘文秀率兵西出，平定大理。当年九月，大西军在云南各府州都驻兵一营，部众达二十余万，除普洱、东川之外，云南各地都被大西军占据。